# 다비드 구스만
다비드 알베르토 구스만 페레스(스페인어: David Alberto Guzmán Pérez, 1990년 2월 18일 ~ )는 코스타리카의 프로 축구 선수로, 코스타리카 프리메라 디비시온의 사프리사와 코스타리카 국가대표팀에서 수비형 미드필더로 활약하고 있다.

## 구단 경력
구스만은 사프리사의 하부 카테고리에서 성장한 수비형 미드필더는 코파 댈러스와 코파 치바스와 같은 국제 친선 대회에 참가하였다. 이후 쥬스틴 캄포스 감독에 의해 1군 명단에 승격되었다. 2009년 8월 16일, 인비에르노 챔피언십 1라운드에서 공식 데뷔 전을 치렀다. 그의 소속팀은 에스타디오 카를로스 우갈데에서 산카를로스를 상대했다. 구스만은 90분 풀타임으로 선발 출전했으며, 하비에르 로아이사와 마이클 바란테스가 득점을 기록해 2–1 승리를 거두었다. 대회 전체에서 이 선수는 8경기에 출전하였다. 예선 단계가 끝난 뒤, 사프리사는 A조 4위, 전체 7위에 머물러 8강 진출에 실패하였다. 이러한 상황에도 불구하고 구스만은 불과 19세의 나이로 대회 신인상을 수상했다.
2016년 12월 22일, 그는 메이저 리그 사커 클럽 포틀랜드 팀버스에 입단하였다.
그는 2017년 3월 3일, 리그 시즌 개막전에서 프로비던스 파크에서 미네소타 유나이티드를 상대로 공식 데뷔 전을 치렀다. 구스만은 등번호 20번을 달고 수비형 미드필더로 출전하여 풀타임을 소화하며 5–1 대승에 기여하였다. 그의 첫 골은 3월 18일, 휴스턴 다이너모와의 경기에서 나와 4–2 승리를 이끌었다. 다비드는 해당 시즌을 26경기 출전, 6도움, 총 2119분의 출전 기록으로 마무리하였다. 한편, 그의 팀은 서부 콘퍼런스 1위를 차지했으나 준결승에서 휴스턴 다이너모에게 패하였다.
2018년 12월 8일, 그의 팀은 메이저 리그 사커 결승전에서 애틀랜타 유나이티드에 0–2로 패해 준우승을 차지하였다.
2019년 5월 6일, 구스만은 국제 로스터 슬롯과 맞교환되어 콜럼버스 크루로 트레이드되었다.

## 국가대표팀 경력
구스만은 2007년 FIFA U-17 월드컵과 2009년 FIFA U-20 월드컵에 출전하였으며, 코스타리카 U-20 국가대표팀은 3위 결정전에서 헝가리에 패해 4위를 기록하였다.
그는 2010년 10월, 페루와의 친선 경기에서 코스타리카 국가대표팀에 데뷔하였다. 또한 2011년 코파 아메리카에 출전하였고, 같은 해 CONCACAF 골드컵에서는 엔트리에 포함되었으나 출전 기회는 없었다.
2018년 5월, 그는 러시아에서 열린 2018년 FIFA 월드컵에 참가하는 코스타리카 국가대표팀 최종 23인 명단에 이름을 올렸다.